# CCM Airlines

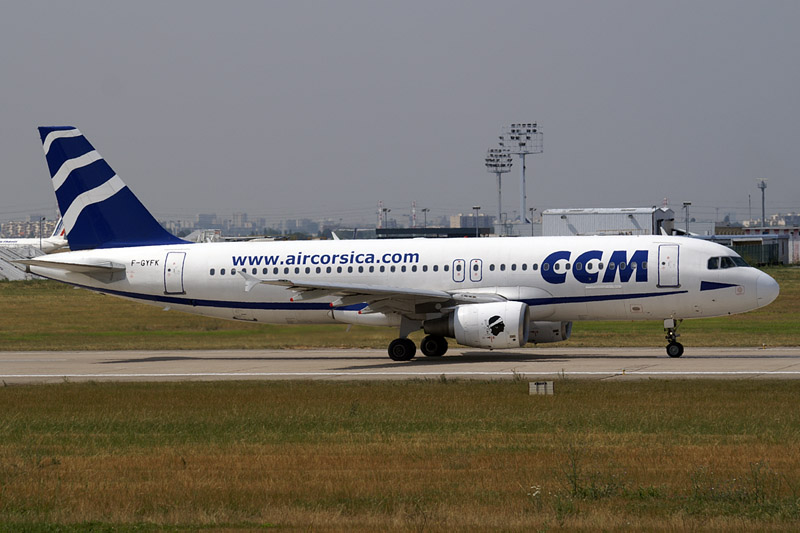
A-320 van CCM Airlines

CCM Airlines was een luchtvaartmaatschappij met een basis in Ajaccio, Corsica, Frankrijk. De basis van de maatschappij was Campo Dell'Oro Airport, Ajaccio. De maatschappij veranderde in 2010 van naam en heet tegenwoordig Air Corsica.

## Codes
- IATA code: XK
- ICAO code: CCM

Aero Charter DARTA · Aero Services Executive · Aigle Azur · Air Antilles Express · Air Austral · Air Caraïbes · Air Corsica · Air France · Air Guyane · Air Horizons · Airlinair · Air Littoral (opgeheven) · Air Méditerranée · Air Orient (opgeheven) · AlsaceExcel · Axis Airways · Blue Line · Brit Air · CCM Airlines · Champagne Airlines · CityJet · Corsairfly · Eagle Aviation France · Eurojet Airlines · Europe Airpost · Finist'air · Flywest · Hex'Air · L'vion · Ocean Airways · Octavia Airlines · Régional · XL Airways France · Sud Airlines

Afhankelijke gebieden: Air Bourbon (opgeheven) · Air Calédonie · Aircalin · Air Moorea · Air Saint-Pierre · Air Tahiti · Air Tahiti Nui · St Barth Commuter · Wan Air